# Bananenflanke
Als Bananenflanke bezeichnet man im Sprachgebrauch des Fußballs eine Flanke vor das gegnerische Tor mit stark gekrümmter Flugbahn. Dafür wird der Ball aus dem Spiel heraus mit Effet getreten, so dass seine Flugkurve der Krümmung einer Banane ähnelt.

## Technik

Rotierende Körper werden im rechten Winkel zur Anströmrichtung abgelenkt.

Ausgeführt wird die Bananenflanke mit einer Form des Innenspannstoßes. Dabei „wischt“ der ausführende Fuß mit seiner Innenseite am Ball vorbei und sorgt für eine seitliche Rotation des Balles. Der Ball wird zunächst ungefähr mit der Großzehe getroffen. Der Fuß dreht dabei etwas nach innen, „führt“ somit den Ball noch etwas länger und verstärkt damit die Rotation.
Die gekrümmte Flugbahn, die der Ball bei der Bananenflanke beschreibt, entsteht durch die Rotation des Balls. Dabei reißt er Luft mit sich, und zwar in die Richtung, in die er sich dreht (Magnus-Effekt). Der Ball wird vom Spieler auf etwa 100 km/h beschleunigt und dreht sich etwa achtmal pro Sekunde um die eigene Achse. Bei dem Effekt spielt zusätzlich Turbulenz eine Rolle.
Zuerst wurden solche Flanken in Brasilien geschlagen, als ihr Erfinder gilt der Spieler Arthur Friedenreich aus São Paulo. Nach dessen aktiver Zeit hatte Didi, Regisseur der brasilianischen Fußballnationalmannschaft bei der Fußball-Weltmeisterschaft 1958 in Schweden, besonders eindrucksvolle Auftritte. Im deutschen Profifußball wurde die Bananenflanke besonders gekonnt von außen nach innen vor das Tor durch Manfred Kaltz geschlagen. Kaltz’ Bananenflanken erreichten Ende der 1970er/Anfang der 1980er Jahre beim Hamburger SV nicht nur meist treffsicher den Kopf des Mittelstürmers Horst Hrubesch, sondern auch kurzzeitig so etwas wie einen Kultstatus (Ein Ausspruch Hrubeschs lautete: „Manni Banane, ich Birne, Tor“). Andere attestierten auch Gert „Charly“ Dörfel, ein gekonnter Bananenflanker gewesen zu sein. Dieser hatte damit in der deutschen Fußballnationalmannschaft sowie beim HSV vor allem Uwe Seeler als Vorlagengeber gedient.

## Trivia
Namentlich angelehnt an die Bananenflanke ist das Projekt Team Bananenflanke, in dem Kinder und Jugendliche mit Behinderung Fußball spielen.